# Tétrade lunar

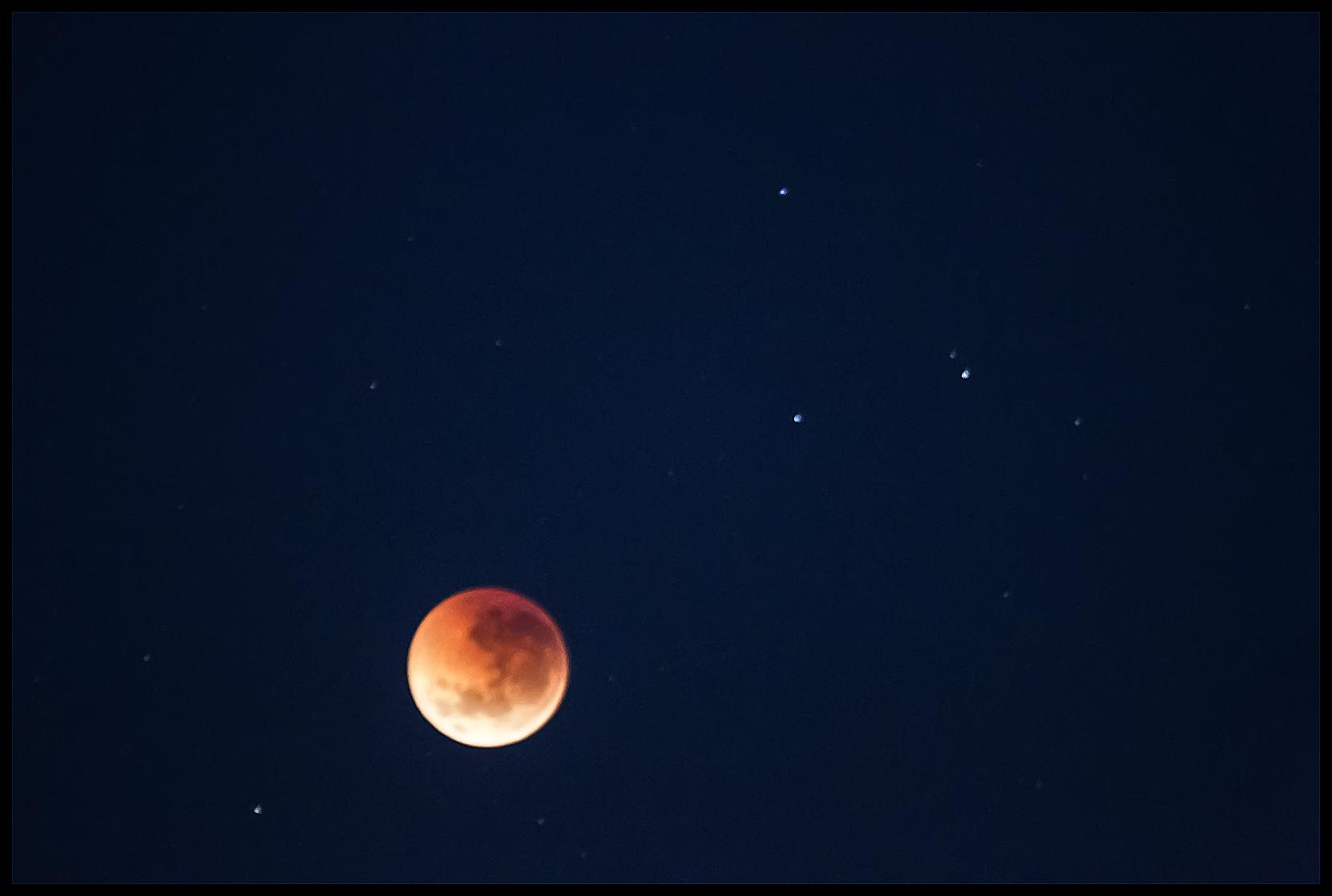
Início de uma lua de sangue em Clontarf.

Uma tétrade lunar é uma série de quatro eclipses lunares totais que se sucedem, separados por seis lunações. A tétrade, portanto, se estende por aproximadamente 2 anos.

## Periodicidade
Giovanni Schiaparelli notou que há momentos em que essas tétrades ocorrem com relativa frequência, interrompidos por momentos em que são raras. Anton Pannekoek (1951) encontrou uma periodicidade de 591 anos. Van den Bergh (1954) encontrou um período de 586 anos. Tudor Hughes explica as variações de longo prazo pela excentricidade da órbita da Terra: a recorrência das tétrades lunares é variável, de aproximadamente 565 anos.

## Tétrades no século XXI
Este fenómeno, relativamente raro, ocorreu em 2014-2015; a anterior, em 2003-2004, e a próxima tétrade terá lugar em 2032-2033. No total, haverá oito tétrades no século XXI.


## Fim do mundo
As tétrades lunares em conjugação com a chamada "lua de sangue" constituem a base da profecia apocalíptica feita pelo pastor John Hagee em seu livro Four Blood Moons (Quatro Luas de Sangue), de que o fenômeno (natural) marcaria o fim do mundo.